# Maxus G90
Maxus Mifa 9 — электромобиль-минивэн, выпускающийся подразделением SAIC Maxus с ноября 2021 года. Основан на той же платформе, что и анонсированный позже автомобиль с ДВС Maxus G90 MPV.

## Описание
Концепт-кар Maxus Mifa был представлен в Шанхае в апреле 2021 года. Серийная модель Maxus Mifa 9 официально дебютировала в ноябре 2021 года в Гуанчжоу.
Визуально Mifa 9 отличается массивным, окрашенным в два цвета силуэтом с правильной формой корпуса и полностью светодиодной подсветкой. Задние фонари были украшены трехрычажными фонарями, доминирующими над кузовом как по ширине, так и по длине. В роскошно устроенном пассажирском салоне есть место для 6 отдельных сидений с полным набором регулировок.

Производство и продажи Mifa 9 начались на рынке материкового Китая. Также продажи начались на отдельных рынках Западной Европы, включая Великобританию.

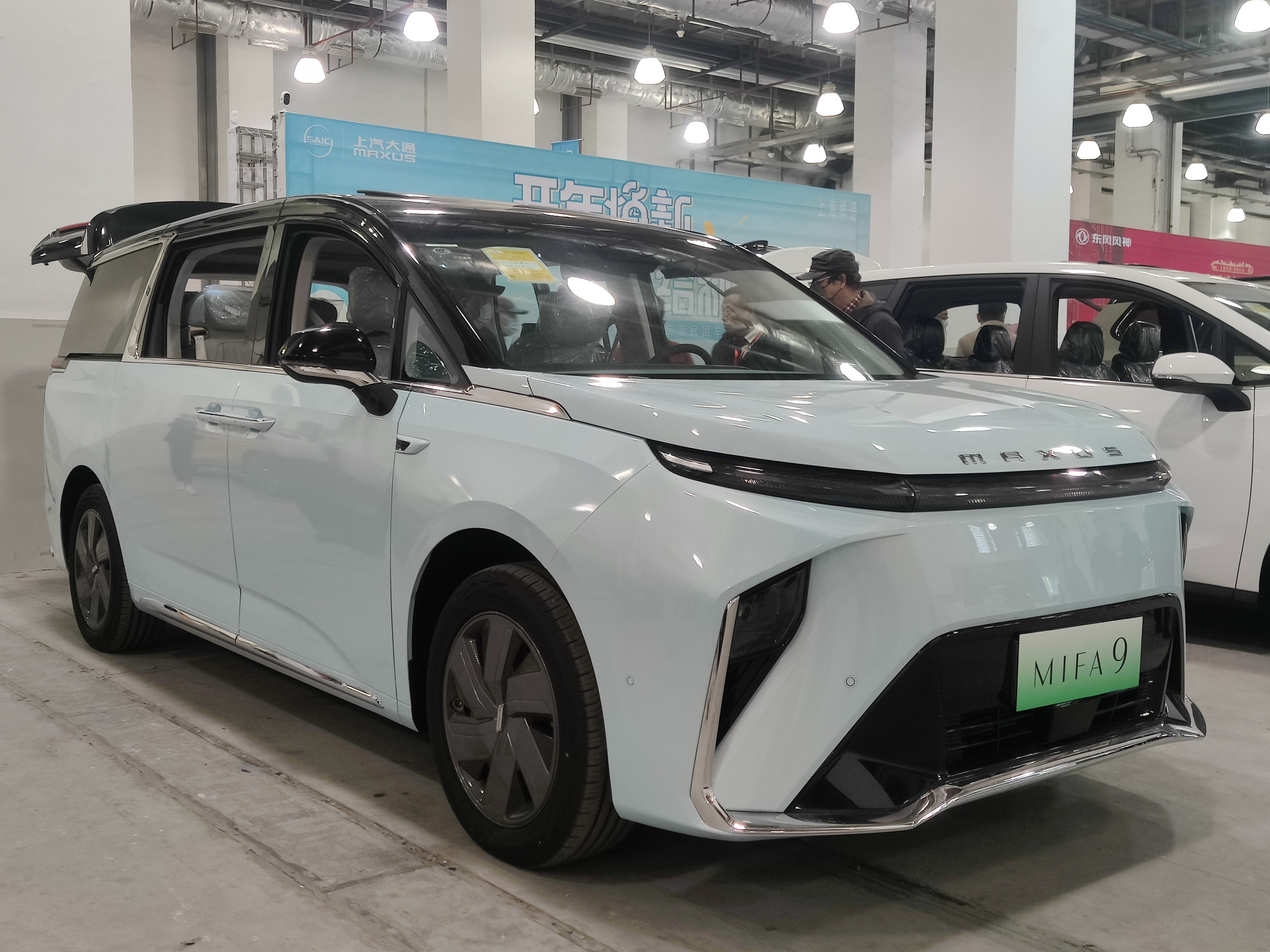
Вид спереди
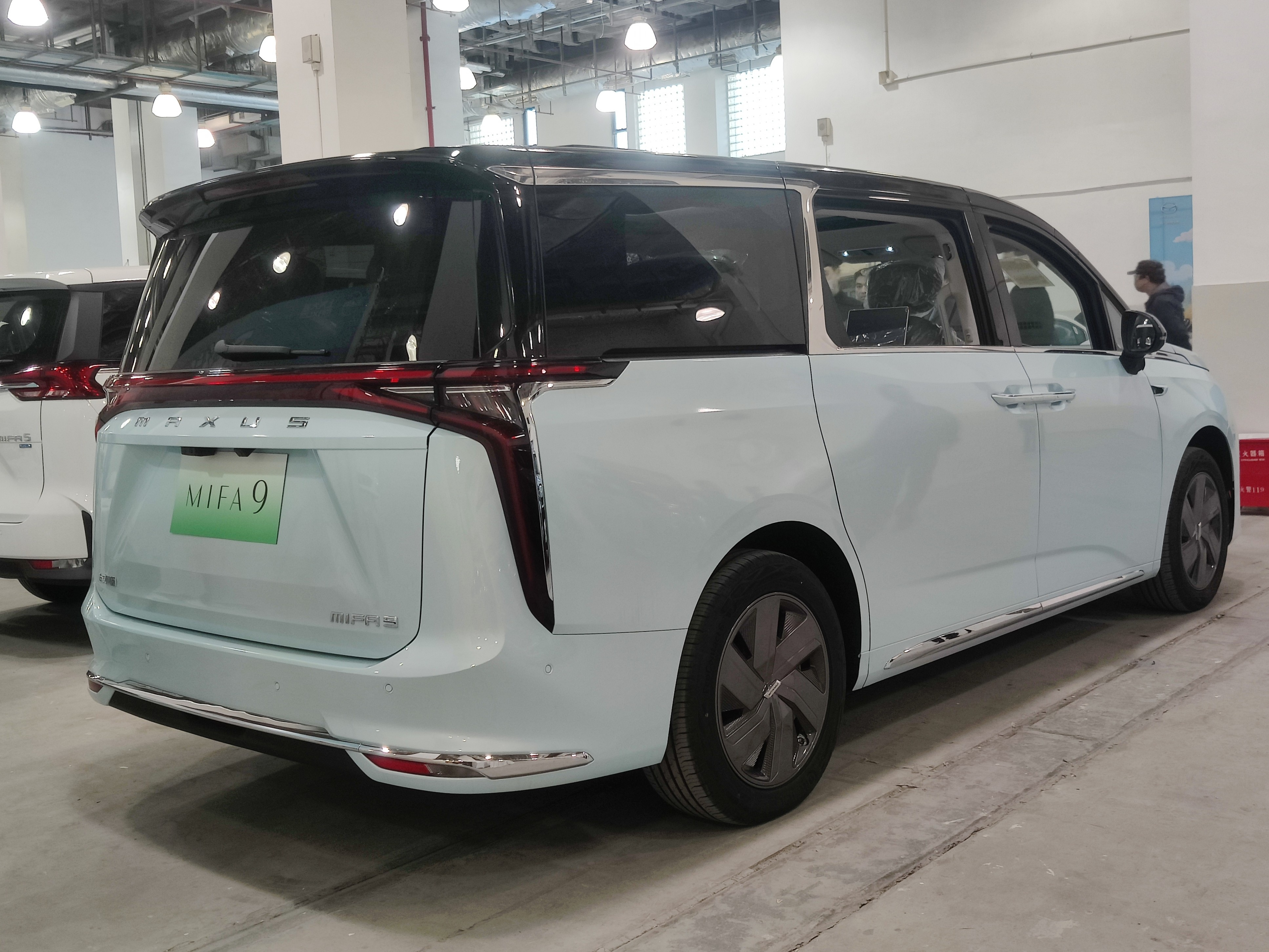
Вид сзади
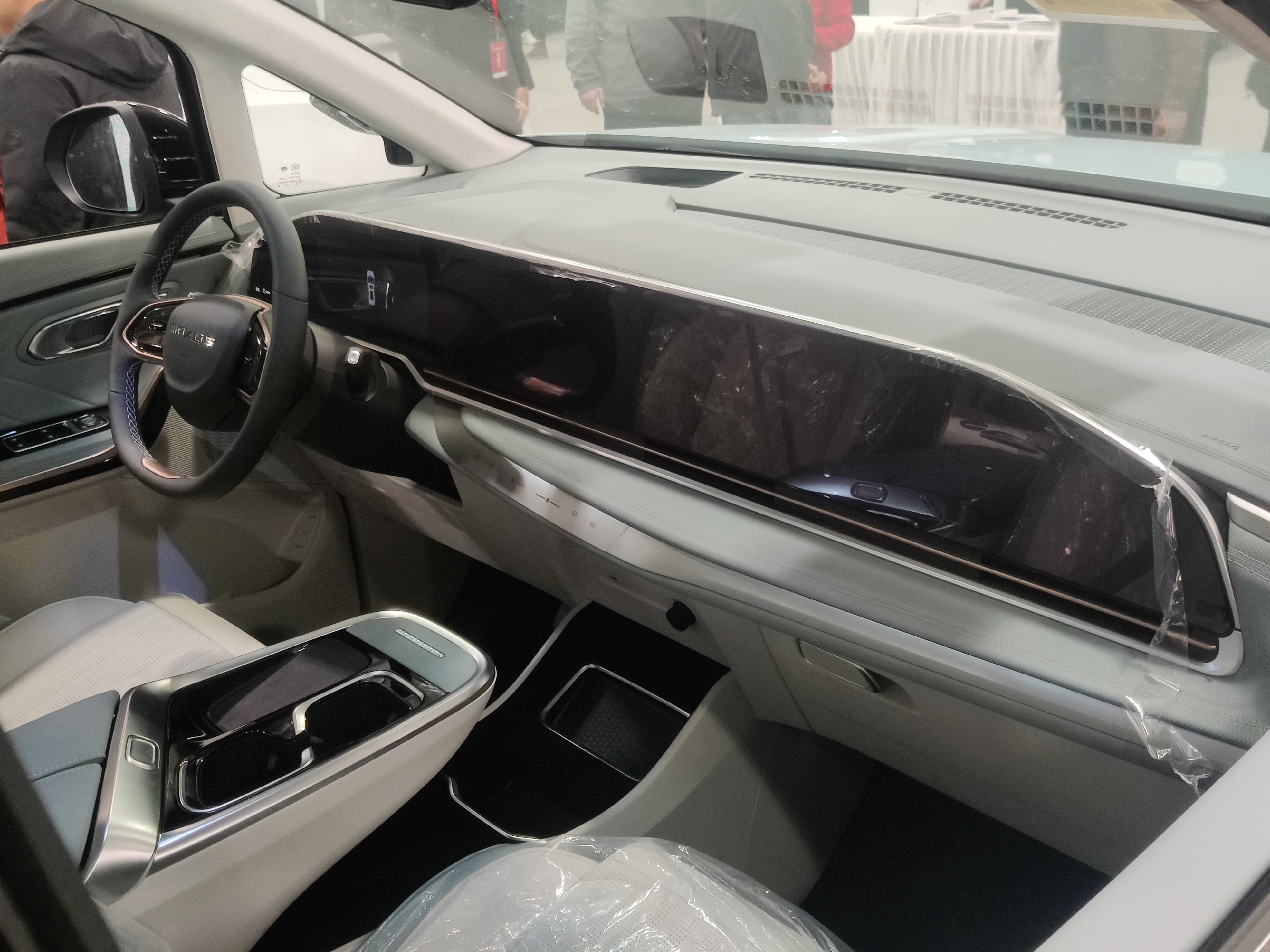
Интерьер

### Технические характеристики
Mifa 9 является полностью электрическим минивэном, приводимым в движение электродвигателем мощностью 183 кВт (245 л. с.) и крутящим моментом 350 Н·м. Литий-ионный аккумулятор CATL ёмкостью 90 кВт·ч обеспечивает запас хода около 520 км. В 2023 году запас хода был увеличен до 650 км.

### Мировые рынки

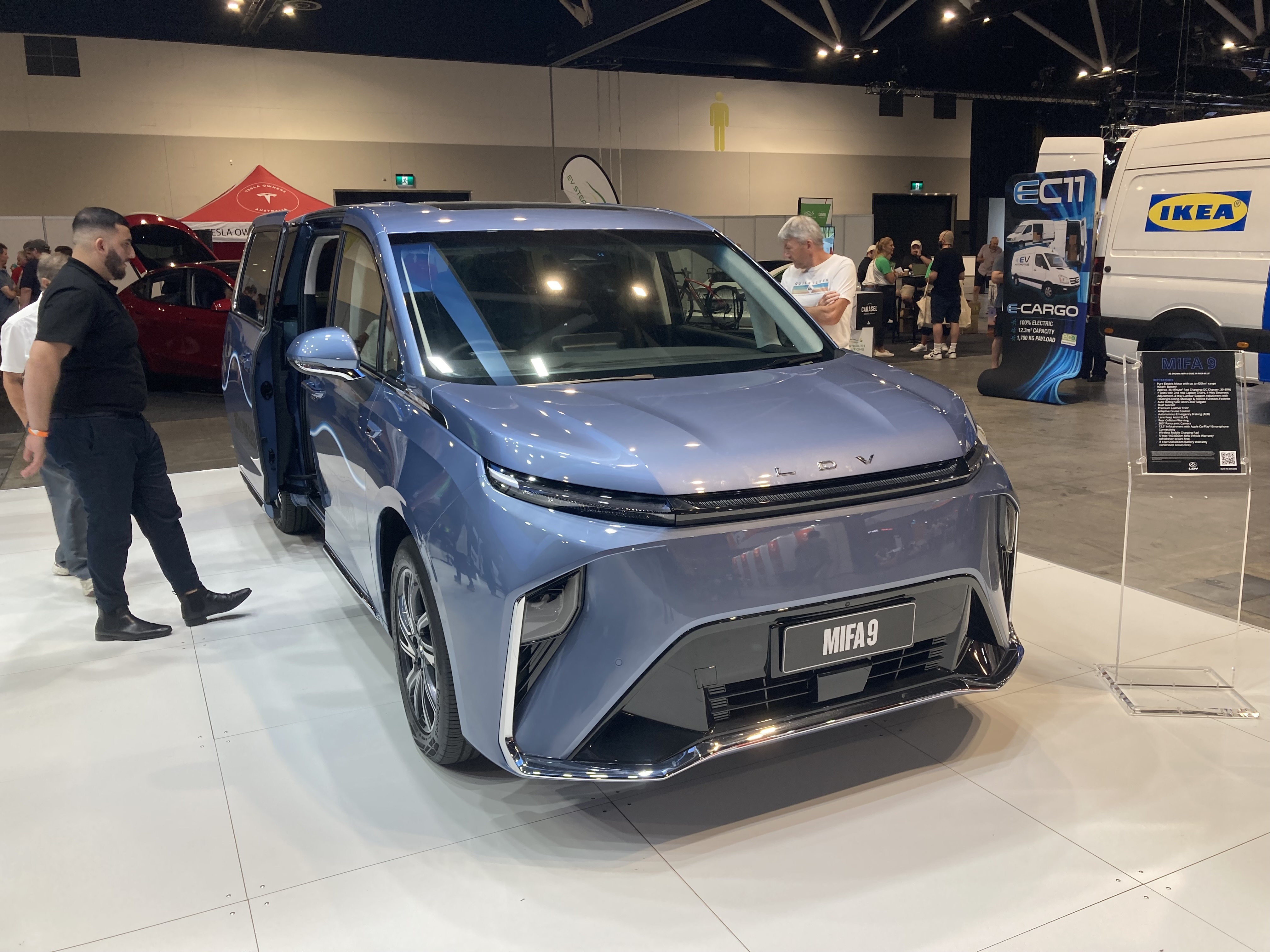
LDV Mifa 9 в Австралии

Maxus Mifa 9 продаётся в Австралии с 2023 года под названием LDV Mifa 9 по цене от 106000 долларов. С марта 2023 года автомобиль продаётся в Таиланде под названием MG Maxus 9. С ноября 2023 года Mifa 9 продаётся в Малайзии. 

## Maxus G90
Maxus G90 является автомобилем с ДВС на базе Mifa 9. Продаётся с 29 апреля 2022 года на китайском рынке.

### Описание
В салоне установлен головной дисплей размером 10 дюймов (250 мм) и полноразмерный цифровой блок с тремя экранами по всей приборной панели. Мультимедийная система работает на базе системы Maxus Spider Wisdom 2.0, а аудиосистема является флагманом JBL.

G90 оснащён 2,0-литровым бензиновым двигателем с турбонаддувом мощностью 170 кВт (230 л. с.), который сочетается в паре с восьмиступенчатой автоматической трансмиссией.

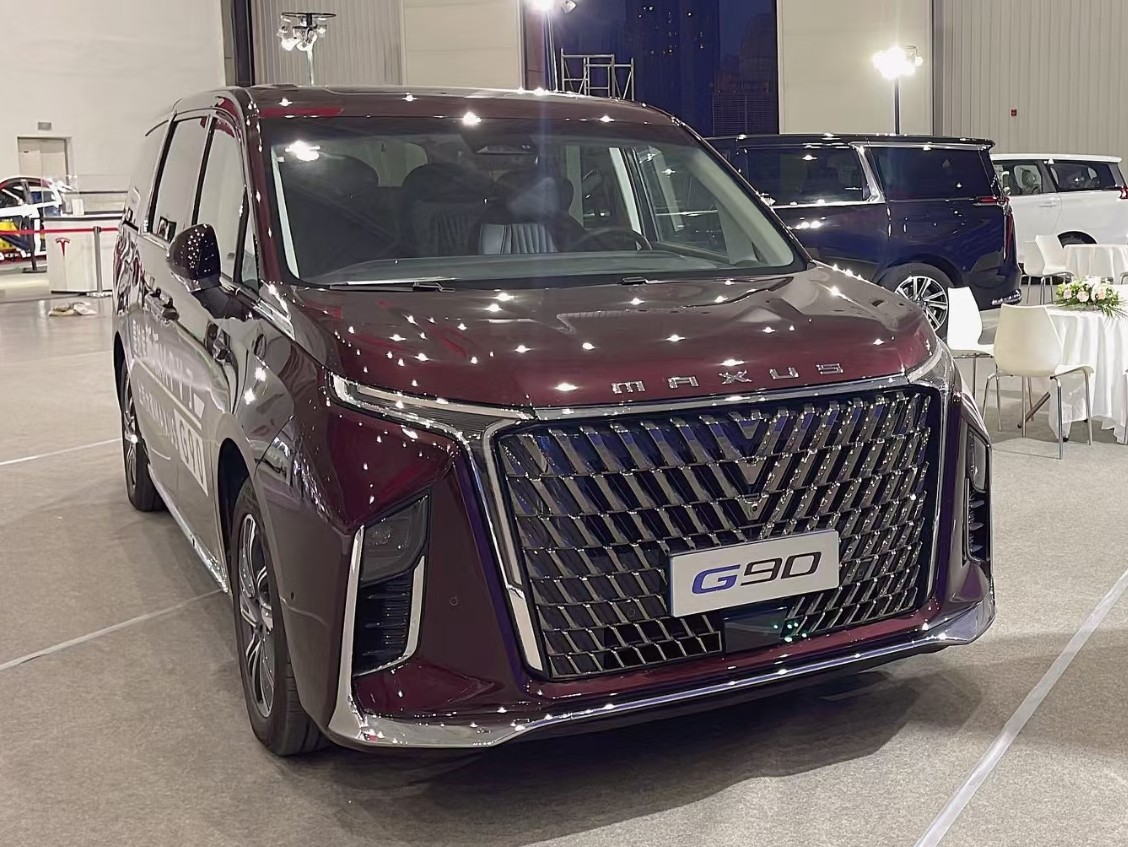
Maxus G90
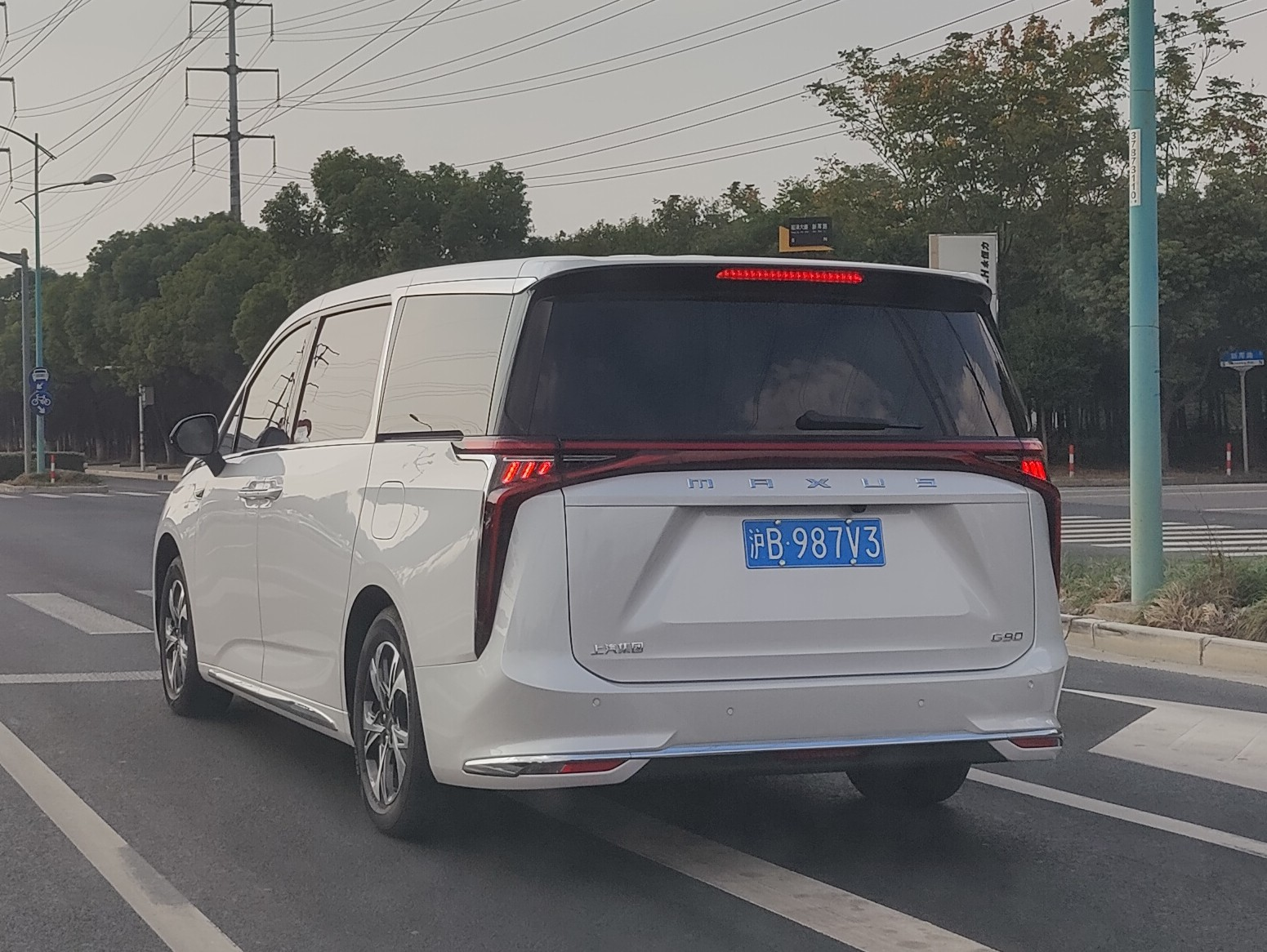
Вид сзади